# جبل الحمامات
جبل الحمامات هو جبل يقعُ في ولاية نابل شمال شرق تونس.
تقعُ في قلب الجبل محمية طبيعية تحمل نفس الاسم أُنشئت في عام 2011 وتُغطي مساحة 1.168 هكتارًا.